# 兵营镇
兵营镇是中华人民共和国湖北省十堰市竹溪县下辖的一个镇。
2013年11月13日，湖北省民政厅批复同意撤销兵营乡，设立兵营镇。

## 行政区划
兵营镇下辖以下村级行政区划单位：
明家梁村、赵家河村、算盘山村、楠柴沟村、顺风雨村、四条沟村、罗汉湾村、富溪河村、晒金坪村、登高村、木瓜坪村、银杏村、双湾村、麻湾村、小泉沟村、黄家铺村和迷魂阵村。